# 그들이 우리를 바라볼 때
《그들이 우리를 바라볼 때》(영어: When They See Us)는 2019년 5월 31일 넷플릭스에서 공개된 미국의 4부작 범죄 드라마 텔레비전 미니시리즈로, 에이바 듀버네이 감독이 기획, 연출, 제작하였다. 1989년 센트럴 파크에서 조깅을 하던 여성이 폭행 및 성폭행을 당한 일명 "센트럴 파크 파이브 사건"(Central Park Five case)을 소재로 삼았다. 앙상블 캐스트로 저럴 제롬, 어산티 블랙, 컬릴 해리스, 조반 아데포, 마이클 K. 윌리엄스, 로건 마셜그린, 조슈아 잭슨, 블레어 언더우드, 비라 파미가, 존 레귀자모, 펄리시티 허프먼, 니시 내시, 안저뉴 엘리스테일러, 마샤 스테퍼니 블레이크, 카일리 번버리가 출연하였다.
2019년 제71회 프라임타임 에미상에서 저럴 제롬이 리미티드 시리즈·영화 부문 남우주연상을 수상하였고, 리미티드·앤솔러지 시리즈 부문 작품상 등 11개 부문에 후보로 올랐다.

## 개요
1989년 4월 19일 밤 9시에 센트럴 파크에서 여러 시민들이 2-30여명의 10대들에게 폭행 혹은 강도 피해를 입고, 특히 조깅을 하던 한 여성이 잔인한 수법으로 폭행 및 성폭행을 당하는 사건이 벌어진다. 범인 색출을 원하는 시민 사회의 압력이 거세지는 가운데 뉴욕 경찰국은 할렘에 사는 유색 인종(흑인·라티노) 청소년 다섯 명을 소환한다.
검찰에 기소된 이들 "센트럴 파크 파이브"에겐 실질 증거가 없고, 진술이 엇갈리며, 시간대가 맞지 않음에도 거짓 자백이 강요된 끝에 대다수 혐의에 유죄가 선고된다. 앤트론, 유세프, 케빈, 레이먼드는 소년원에서 형기를 마치고 나와 바깥 세상 적응에 어려움을 겪는다. 유일하게 성인 교도소에 간 코리는 동료 재소자들의 괴롭힘을 피해 독방에서 지낸다.
그러나 2002년 성폭행 진범이 자백하고 DNA 증거까지 일치하여 센트럴 파크 파이브는 2002년 12월 무죄가 되고 2003년 시를 상대로 오심 소송을 진행해 2014년 배상을 받아낸다.

## 출연진
메인
- 어산티 블랙 - 케빈 리처드슨 역
  - 저스틴 커닝햄 - 성인 케빈 역
- 컬릴 해리스 - 앤트론 매크레이 역
  - 조반 아데포 - 성인 앤트론 역
- 이선 헤리시 - 유세프 설람 역
  - 크리스 초크 - 성인 유세프 역
- 저럴 제롬 - 코리 와이즈 역
- 마르키스 로드리게스 - 레이먼드 샌태나 역
  - 프레디 미야레스 - 성인 레이먼드 역
- 마샤 스테퍼니 블레이크 - 린다 매크레이 역
- 카일리 번버리 - 앤지 리처드슨 역
- 안저뉴 엘리스 - 셔론 설람 역
- 비라 파미가 - 엘리자베스 레더러 역
- 펄리시티 허프먼 - 린다 페어스틴 역
- 존 레귀자모 - 레이먼드 샌태나 시니어 역
- 니시 내시 - 덜로리스 와이즈 역
- 마이클 K. 윌리엄스 - 보비 매크레이 역

리커링
- 오마 도시 - 얼롬베이 브래스 역
- 수잰 더글러스 - 그레이스 커프 역
- 크리스토퍼 잭슨 - 피터 리베라 역
- 조슈아 잭슨 - 마이클 "미키" 조지프 역
- 팜커 얀선 - 낸시 라이언 역
- 아데페로 오두예 - 놈사 브래스 역
- 오로라 페리노 - 타니아 역
- 스톰 리드 - 리사 역
- 윌리엄 새들러 - 마이클 시언 역
- 블레어 언더우드 - 보비 번스 역
- 렌 캐리우 - 로버트 모건소 역
- 추쿠디 이우지 - 콜린 무어 역
- 프랭크 팬도 - 곤잘레즈 형사 역
- 알렉산드라 템플러 - 트리샤 마일리 역
- 다샤 폴랑코 - 엘리나 역

게스트
- 리스 노이 - 머테이어스 레이어스 역
- 앨런 그린버그 - 하워드 딜러 역
- 아이시스 킹 - 마시 와이즈 역
- 로건 마셜그린 - 로버츠 역
- 게리 퍼레즈 - 마누엘 샌태나 역